# Río Becea
Río Becea är ett vattendrag i Spanien.   Det ligger i provinsen Provincia de Ciudad Real och regionen Kastilien-La Mancha, i den centrala delen av landet, 150 km söder om huvudstaden Madrid.